# Welinton Souza Silva
Welinton Souza Silva, noto solo come Welinton (Rio de Janeiro, 10 aprile 1989), è un calciatore brasiliano, difensore del Pendikspor.

## Palmarès

### Club

#### Competizioni statali
- Campionato Carioca: 2

Flamengo: 2009, 2011
- Taça Rio: 2

Flamengo: 2009, 2011
- Taça Guanabara: 1

Flamengo: 2011

#### Competizioni nazionali
- Campionato brasiliano: 1

Flamengo: 2009
- Campionato turco: 1

Beşiktaş: 2020-2021
- Coppa di Turchia: 1

Beşiktaş: 2020-2021
- Supercoppa di Turchia: 1

Beşiktaş: 2021

### Nazionale
- Campionato sudamericano di calcio Under-20: 1

2009